# Telcs község
Telcs község (románul: Comuna Telciu) község Beszterce-Naszód megyében, Romániában. Központja Telcs, beosztott falvai Bánffytelep, Bükkös, Telcișor.

## Népessége
A 2011-es népszámlálás adatai alapján a község népessége 5798 fő volt.

## Története
A korábban Hordó községhez tartozó Bükkös 2004-ben került át Telcs községhez.